# Divize B 2014/2015
V soubojích 50. ročníku České divize B 2014/15 se utkalo 16 týmů dvoukolovým systémem podzim - jaro. Tento ročník začal v sobotu 9. srpna 2014 úvodními sedmi zápasy 1. kola a skončil v sobotu 13. června 2015 sedmi zápasy závěrečného 30. kola.

## Nové týmy v sezoně 2014/15
- Z ČFL 2013/14 sestoupil tým SK Horní Měcholupy.
- Z Přeboru Ústeckého kraje 2013/14 postoupila mužstva FK Litoměřice a TJ Krupka
- Z Přeboru Středočeského kraje 2013/14 postoupila tato mužstva: TJ Sokol Nové Strašecí a FK Litol.

## Kluby podle krajů
- Praha (2): FK Motorlet Praha, SK Horní Měcholupy.
- Středočeský (6): FK Neratovice-Byškovice, SK Kladno, Sokol Libiš, TJ Sokol Nové Strašecí, SK Úvaly a FK Litol.
- Ústecký (7): SK Sokol Brozany, ASK Lovosice, FK Litoměřice, FK Baník Souš, TJ Krupka, AFK LoKo Chomutov a FK Slavoj Žatec.
- Liberecký (1): FC Nový Bor.

## Konečná tabulka
| Poř. | Tým                     | Z  | V  | VP | PP | P  | VG | OG  | B  |
| ---- | ----------------------- | -- | -- | -- | -- | -- | -- | --- | -- |
| 1.   | SK Sokol Brozany        | 30 | 16 | 6  | 3  | 5  | 61 | 33  | 63 |
| 2.   | ASK Lovosice            | 30 | 17 | 4  | 2  | 7  | 71 | 31  | 61 |
| 3.   | FK Litoměřice           | 30 | 16 | 5  | 1  | 8  | 59 | 40  | 59 |
| 4.   | FK Neratovice-Byškovice | 30 | 15 | 4  | 4  | 7  | 53 | 31  | 57 |
| 5.   | SK Kladno               | 30 | 13 | 5  | 3  | 9  | 58 | 37  | 52 |
| 6.   | Sokol Libiš             | 30 | 13 | 4  | 5  | 8  | 46 | 42  | 52 |
| 7.   | FK Motorlet Praha       | 30 | 14 | 3  | 1  | 12 | 58 | 34  | 49 |
| 8.   | SK Horní Měcholupy      | 30 | 13 | 3  | 3  | 11 | 44 | 41  | 48 |
| 9.   | FK Baník Souš           | 30 | 12 | 3  | 4  | 11 | 42 | 36  | 46 |
| 10.  | TJ Sokol Nové Strašecí  | 30 | 12 | 1  | 5  | 12 | 44 | 46  | 43 |
| 11.  | SK Úvaly                | 30 | 11 | 3  | 3  | 13 | 35 | 39  | 42 |
| 12.  | FC Nový Bor             | 30 | 11 | 1  | 4  | 14 | 39 | 61  | 39 |
| 13.  | FK Litol                | 30 | 12 | 1  | 1  | 16 | 55 | 75  | 39 |
| 14.  | TJ Krupka               | 30 | 8  | 3  | 2  | 17 | 44 | 71  | 32 |
| 15.  | AFK LoKo Chomutov       | 30 | 6  | 3  | 4  | 17 | 39 | 51  | 28 |
| 16.  | FK Slavoj Žatec         | 30 | 2  | 0  | 4  | 24 | 27 | 107 | 10 |

Poznámky:
- Z = Odehrané zápasy; V = Vítězství; VP = Vítězství po prodloužení; PP = Prohry po prodloužení; P = Prohry; VG = Vstřelené góly; OG = Obdržené góly; B = Body

|  | Postup do ČFL                           |
|  | Sestup do příslušného krajského přeboru |